# Roquerol pàl·lid
El roquerol pàl·lid (Ptyonoprogne obsoleta) és una espècie d'ocell de la família dels hirundínids (Hirundinidae). Es troba al nord d'Àfrica i al sud-oest d'Àsia, fins a l'est del Pakistan. Habita els roquissars, les zones desèrtiques i les àrees urbanes. El seu estat de conservació es considera de risc mínim.